# 阿部賢一 (東欧文学者)
阿部 賢一（あべ けんいち、1972年 - ）は、日本のチェコ文学者、翻訳家。東京大学（大学院人文社会系研究科）准教授。

## 人物・来歴
東京都生まれ。1995年東京外国語大学卒業、2003年同大学院博士後期課程修了。同年論文「イジー・コラーシュの詩学」にて東京外国語大学より博士（文学）の学位を取得。2002年までパリ第4大学在籍。カレル大学でも学ぶ。2003年北海道大学スラブ研究センター研究員、2004年東京外国語大学助手、2005年武蔵大学人文学部専任講師、2008年同大学准教授を歴任。2010年から2016年3月まで、立教大学文学部准教授。
2016年4月より現職（現代文芸論研究室）。
2015年、パトリク・オウジェドニーク『エウロペアナ』の翻訳（篠原琢共訳）により第1回日本翻訳大賞を受賞。
2025年、『翻訳とパラテクスト』にて第76回（2024年度）読売文学賞（評論・伝記賞）受賞。

## 著書
- 『イジー・コラーシュの詩学』成文社、2006年。 ISBN 4915730514
- 『複数形のプラハ』人文書院、2012年。 ISBN 978-4409510667
- 『カレル・タイゲ：ポエジーの探求者』水声社〈シュルレアリスムの25時〉、2017年。 ISBN 978-4801003019
- 『100分de名著：ヴァーツラフ・ハヴェル『力なき者たちの力』』NHK出版、2020年2月号。 ISBN 978-4142231089
- 『翻訳とパラテクスト：ユングマン、アイスネル、クンデラ』人文書院、2024年。 ISBN 978-4409161012 ※アイスネルは en:Pavel Eisnerを参照のこと。

共編、共著
- 『バッカナリア：酒と文学の饗宴』沓掛良彦共編、成文社、2012年。 ISBN 978-4915730900
- 『ミュシャ：パリの華、スラヴの魂』小野尚子・本橋弥生・鹿島茂と分担解説、新潮社〈とんぼの本〉、2018年。 ISBN 978-4106022791
- 『東欧文学の多言語的トポス』井上暁子編著、三谷研爾・藤田恭子・越野剛共著、水声社、2020年。 ISBN 978-4801004764
- 『チェコを知るための60章』薩摩秀登共編著、明石書店〈エリア・スタディーズ〉、2024年。ISBN　978-4-7503-5704-1

### 翻訳
- ペトル・クラール『プラハ』成文社 2006 ISBN 978-4915730559
- アヴィグドル・ダガン『古いシルクハットから出た話』共訳 成文社 2008 ISBN 978-4915730634
- エマヌエル・フリンタ『プラハ：カフカの街』ヤン・ルカス写真、成文社 2008 ISBN 978-4915730641
- ボフミル・フラバル『わたしは英国王に給仕した』池澤夏樹=個人編集 世界文学全集 河出書房新社 2010 ISBN 978-4309464909
- ジョセフ・クーデルカ『プラハ侵攻1968』平凡社 2011 ISBN 978-4582277821
- ラジスラフ・フクス『火葬人』松籟社〈東欧の想像力〉 2012 ISBN 978-4879843128
- パヴェル・ブリッチ『夜な夜な天使は舞い降りる』東宣出版〈はじめて出逢う世界のおはなし〉チェコ編 2012 ISBN 978-4885880780
- ミハル・アイヴァス『もうひとつの街』河出書房新社 2013／河出文庫 2024 ISBN 978-4309468075
- パトリク・オウジェドニーク『エウロペアナ 二〇世紀史概説』篠原琢共訳 白水社〈エクス・リブリス〉 2014 ISBN 978-4560090350
- ボフミル・フラバル『剃髪式』松籟社〈フラバル・コレクション〉 2014　  ISBN 978-4879843272
- ミハル・アイヴァス『黄金時代』河出書房新社 2014 ISBN 978-4309206653
- イジー・クラトフヴィル『約束』河出書房新社 2017 ISBN 978-4309207247
- カレル・ヤロミール・エルベン『命の水：チェコの民話集』出久根育絵、西村書店　2017 ISBN 978-4890139859
- デレク・セイヤー『プラハ、20世紀の首都：あるシュルレアリスム的な歴史』河上春香・宮崎敦史共訳、白水社 2018 ISBN 978-4560095829
- ヤクプ・プラヒー『おしっこ”小”百科』河出書房新社　2018 ISBN 978-4309253909
- ビアンカ・ベロヴァー『湖』河出書房新社 2019 ISBN 978-4309207674
- ヴァーツラフ・ハヴェル『力なき者たちの力』人文書院 2019 ISBN 978-4409031049
- モラヴィア美術館『美術館って、おもしろい! : 展覧会のつくりかた、働く人たち、美術館の歴史、裏も表もすべてわかる本』須藤輝彦共訳、河出書房新社　2020 ISBN 978-4309256573
- カレル・チャペック『白い病』岩波文庫 2020 ISBN 978-4003277430
- カレル・チャペック『ロボット RUR』中公文庫 2020 ISBN 978-4122070110
- アンナ・ツィマ『シブヤで目覚めて』須藤輝彦共訳、河出書房新社、2021 ISBN 978-4309208268
- ヘレナ・チャプコヴァー『ベドジフ・フォイエルシュタインと日本』成文社、2021 ISBN 978-4865200539
- ヴァーツラフ・ハヴェル『通達／謁見』豊島美波共訳、松籟社、2022 ISBN 978-4879844163
- カレル・チャペック『マクロプロスの処方箋』岩波文庫 2022 ISBN 978-4003277447
- ミラン・クンデラ『誘拐された西欧、あるいは中欧の悲劇』集英社新書、2025  ISBN 978-4087213614